# Triclistus pallipes
Triclistus pallipes là một loài tò vò trong họ Ichneumonidae.